# Deutsche Leichtathletik-Hallenmeisterschaften 2024
Die 71. Deutschen Leichtathletik-Hallenmeisterschaften wurden vom 16. bis 18. Februar 2024 in der Quarterback Immobilien Arena in Leipzig ausgetragen. Dabei fanden am Freitag, dem 16. Februar, nur die Wettbewerbe im Kugelstoßen statt.
Die Meister in den Langstaffeln (3 × 1000 m bei den Männern und 3 × 800 m bei den Frauen) wurden am 24. Februar im Rahmen der Deutschen Jugendhallenmeisterschaften, die in der Helmut-Körnig-Halle in Dortmund stattfanden, ermittelt.
Die ausgelagerten Meisterschaften in den Hallenmehrkämpfen wurden am 20. und 21. Januar 2024 in Frankfurt am Main ausgetragen.
Bemerkenswert war der Stabhochsprung der Männer. Dort übersprangen die besten fünf Teilnehmer alle die gleiche Höhe von 5,45 m. Aufgrund der Zahl der Fehlversuche gab es einen ersten und drei zweite Plätze. Der fünftbeste Teilnehmer landete trotz gleicher Höhe auf Platz 5.
Die Deutschen Meisterschaften im Winterwurf fanden am 24. und 25. Februar in Halle (Saale) statt. Darunter fallen die drei Wurfdisziplinen Speerwurf, Diskuswurf und Hammerwurf, welche wegen der hohen und weiten Flugbahn der Wurfgeräte nicht in der Halle ausgeübt werden können.
Auch wenn der Winterwurf nicht in der Halle durchgeführt wird, gehört er in der Sichtweise vieler Leichtathleten zu den Winterdisziplinen und wird deshalb in den unten stehenden Ergebnislisten mit aufgeführt.

## Medaillengewinner

### Männer
| Disziplin               | Gold                                                               | Leistung         | Silber                                                                               | Leistung    | Bronze                                                               | Leistung       |
| ----------------------- | ------------------------------------------------------------------ | ---------------- | ------------------------------------------------------------------------------------ | ----------- | -------------------------------------------------------------------- | -------------- |
| 60 m                    | Kevin Kranz Sprintteam Wetzlar                                     | 6,61 s           | Aleksandar Ašković LG Stadtwerke München                                             | 6,61 s      | Robin Ganter MTG Mannheim                                            | 6,62 s         |
| 200 m                   | Robin Ganter MTG Mannheim                                          | 20,96 s          | Robin Erewa TV Wattenscheid 01                                                       | 21,20 s     | Timo Lange MTG Mannheim                                              | 21,40 s        |
| 400 m                   | Jean Paul Bredau SC Potsdam                                        | 45,95 s (MR)     | Tyrel Prenz SC Potsdam                                                               | 46,50 s     | Marc Koch LG Nord Berlin                                             | 46,85 s        |
| 800 m                   | Alexander Stepanov VfL Sindelfingen                                | 1:48,75 min      | Marvin Heinrich Eintracht Frankfurt                                                  | 1:48,98 min | Malik Skupin-Alfa LG Offenburg                                       | 1:49,31 min    |
| 1500 m                  | Marius Probst TV Wattenscheid 01                                   | 3:36,36 min (MR) | Robert Farken SC DHfK Leipzig                                                        | 3:37,20 min | Marc Tortell Athletics Team Karben                                   | 3:44,07 min    |
| 3000 m                  | Florian Bremm LSC Höchstadt/Aisch                                  | 7:58,76 min      | Mohamed Abdilaahi LG Olympia Dortmund                                                | 8:00,48 min | Felix Friedrich Dresdner SC                                          | 8:01,57 min    |
| 60 m Hürden             | Tim Eikermann TSV Bayer 04 Leverkusen                              | 7,69 s           | Stefan Volzer TSV Bayer 04 Leverkusen                                                | 7,83 s      | Fred Isaac Fleurisson SV Leonardo-da-Vinci Nauen                     | 7,85 s         |
| 4 × 200 m Staffel       | Hamburger SVManuel Mordi Matti Wellm Paul Erdle Junior Boateng     | 1:25,40 min (WL) | TV Wattenscheid 01Robin Erewa Michael Bryan Julien-Kelvin Clair Noel-Philippe Fiener | 1:25,95 min | MTG MannheimRobin Ganter Timo Lange Jonas Kriesamer Patrick Domogala | 1:26,07 min    |
| 3 × 1000 m Staffel      | TV Wattenscheid 01Florian Zittel Constantin Feist Maximilian Feist | 7:24,44 min      | LG Region KarlsruheAlexander Kessler Felix Wammetsberger Christoph Kessler           | 7:24,49 min | Dresdner SCTilman Reichel Felix Friedrich Till Woldrich              | 7:28,05 min    |
| Hochsprung              | Jonas Wagner Dresdner SC                                           | 2,26 m           | Mateusz Przybylko TSV Bayer 04 Leverkusen                                            | 2,20 m      | Florian Hornig TSV Bayer 04 Leverkusen                               | 2,20 m         |
| Stabhochsprung          | Oleg Zernikel ASV Landau                                           | 5,45 m           | Torben Blech TSV Bayer 04 Leverkusen                                                 | 5,45 m      | nicht vergeben                                                       | nicht vergeben |
| Stabhochsprung          | Oleg Zernikel ASV Landau                                           | 5,45 m           | Raphael Holzdeppe LAZ Zweibrücken                                                    | 5,45 m      | nicht vergeben                                                       | nicht vergeben |
| Stabhochsprung          | Oleg Zernikel ASV Landau                                           | 5,45 m           | Bo Kanda Lita Baehre ART Düsseldorf                                                  | 5,45 m      | nicht vergeben                                                       | nicht vergeben |
| Weitsprung              | Simon Batz MTG Mannheim                                            | 8,01 m           | Maximilian Entholzner LG Stadtwerke München                                          | 7,75 m      | Luka Herden LG Brillux Münster                                       | 7,73 m         |
| Dreisprung              | Max Heß LAC Erdgas Chemnitz                                        | 17,03 m          | Steven Freund LAC Erdgas Chemnitz                                                    | 15,42 m     | Denyo Schluckwerder LAC Berlin                                       | 15,38 m        |
| Kugelstoßen             | Silas Ristl LAC Essingen                                           | 19,95 m          | Dennis Lukas LG Idar-Oberstein                                                       | 19,33 m     | Steven Richter LV 90 Erzgebirge                                      | 18,91 m        |
| Siebenkampf             | Tim Nowak SSV Ulm 1846                                             | 6032 Punkte      | Nico Beckers Track&Field Tigers                                                      | 5764 Punkte | Maximilian Karsten VfL Wolfsburg                                     | 5570 Punkte    |
| Diskuswurf (Winterwurf) | Clemens Prüfer SC Potsdam                                          | 65,45 m          | Daniel Jasinski TV Wattenscheid 01                                                   | 64,39 m     | Steven Richter LV 90 Erzgebirge                                      | 62,06 m        |
| Hammerwurf (Winterwurf) | Merlin Hummel UAC Kulmbach                                         | 75,45 m          | Sören Klose Eintracht Frankfurt                                                      | 73,29 m     | Christoph Gleixner Eintracht Frankfurt                               | 65,62 m        |
| Speerwurf (Winterwurf)  | Max Dehning TSV Bayer 04 Leverkusen                                | 90,20 m          | Nico Rensmann TSV Bayer 04 Leverkusen                                                | 76,56 m     | Jakob Eberler LG Landkreis Roth                                      | 75,40 m        |

### Frauen
| Disziplin               | Gold                                                                     | Leistung    | Silber                                                                                         | Leistung    | Bronze                                                                              | Leistung    |
| ----------------------- | ------------------------------------------------------------------------ | ----------- | ---------------------------------------------------------------------------------------------- | ----------- | ----------------------------------------------------------------------------------- | ----------- |
| 60 m                    | Rebekka Haase Sprintteam Wetzlar                                         | 7,21 s      | Alexandra Burghardt LG Gerndorf Wacker Burghausen                                              | 7,21 s      | Tiffany Eidner Cologne Athletics                                                    | 7,28 s      |
| 200 m                   | Rebekka Haase Sprintteam Wetzlar                                         | 23,15 s     | Lisa-Marie Kwayie Neuköllner SF                                                                | 23,23 s     | Jessica-Bianca Wessolly VfL Sindelfingen                                            | 23,62 s     |
| 400 m                   | Johanna Martin 1. LAV Rostock                                            | 52,71 s     | Alica Schmidt SC Charlottenburg                                                                | 52,95 s     | Lisa Sophie Hartmann VfL Sindelfingen                                               | 53,20 s     |
| 800 m                   | Alina Ammann TuS Esingen                                                 | 2:07,55 m   | Christina Hering LG Stadtwerke München                                                         | 2:07,87 min | Tanja Spill LAV Bayer Uerdingen/Dormagen                                            | 2:07,87 min |
| 1500 m                  | Gesa Felicitas Krause Silvesterlauf Trier                                | 4:24,31 min | Verena Meisl TV Wattenscheid 01                                                                | 4:24,53 min | Vera Coutellier ASV Köln                                                            | 4:24,54 min |
| 3000 m                  | Gesa Felicitas Krause Silvesterlauf Trier                                | 9:06,90 min | Elena Burkard LG Nordschwarzwald                                                               | 9:08,39 min | Eva Dieterich LAV Stadtwerke Tübingen                                               | 9:10,21 min |
| 60 m Hürden             | Rosina Schneider TV Sulz                                                 | 8,16 s      | Franziska Schuster TSV Bayer 04 Leverkusen                                                     | 8,09 s      | Monika Zapalska TV Wattenscheid 01                                                  | 8,09 s      |
| 4 × 200 m Staffel       | SC CharlottenburgSkadi Schier Alica Schmidt Michelle Janiak Nadine Reetz | 1:35,42 min | TSV Bayer 04 LeverkusenRebekka Leslie Babilon Annkathrin Hoven Allegra Hildebrand Lysann Helms | 1:37,08 min | LG Stadtwerke MünchenDenise Uphoff Amelie-Sophie Lederer Irina Gorr Lavinja Jürgens | 1:37,67 min |
| 3 × 800 m Staffel       | ASV KölnSarah Schmitz Inken Terjung Vera Coutellier                      | 6:32,73 min | TSV Bayer 04 LeverkusenAmelie Klug Berit Scheid Linda Wrede                                    | 6:38,87 min | LG Olympia DortmundLara Christiansen Karolina Mia Haas Carolin Bothe                | 6:45,67 min |
| Hochsprung              | Christina Honsel TV Wattenscheid 01                                      | 1,91 m      | Imke Onnen Hannover 96                                                                         | 1,86 m      | Bianca Stichling TSV Bayer 04 Leverkusen                                            | 1,83 m      |
| Stabhochsprung          | Anjuli Knäsche VfB Stuttgart                                             | 4,55 m      | Sarah Vogel Eintracht Frankfurt                                                                | 4,30 m      | Ella Buchner SC Potsdam                                                             | 4,20 m      |
| Weitsprung              | Malaika Mihambo LG Kurpfalz                                              | 6,93 m      | Mikaelle Assani SCL Heel Baden-Baden                                                           | 6,91 m      | Laura Raquel Müller Unterländer LG                                                  | 6,48 m      |
| Dreisprung              | Jessie Maduka Cologne Athletics                                          | 14,04 m     | Kira Wittmann Hannover 96                                                                      | 13,59 m     | Maria Purtsa LAC Erdgas Chemnitz                                                    | 13,47 m     |
| Kugelstoßen             | Yemisi Ogunleye MTG Mannheim                                             | 18,91 m     | Alina Kenzel VfB Stuttgart                                                                     | 18,50 m     | Julia Ritter TV Wattenscheid 01                                                     | 18,41 m     |
| Fünfkampf               | Mareike Rösing USC Mainz                                                 | 4327 Punkte | Marie Jung Eintracht Frankfurt                                                                 | 4139 Punkte | Anna-Lena Obermaier LG Telis Finanz Regensburg                                      | 4098 Punkte |
| Diskuswurf (Winterwurf) | Shanice Craft SV Halle                                                   | 63,47 m     | Marike Steinacker TSV Bayer 04 Leverkusen                                                      | 60,96 m     | Antonia Kinzel MTG Mannheim                                                         | 60,87 m     |
| Hammerwurf (Winterwurf) | Samantha Borutta Eintracht Frankfurt                                     | 67,38 m     | Michelle Döpke TSV Bayer 04 Leverkusen                                                         | 65,92 m     | Aileen Kuhn LAZ Ludwigsburg                                                         | 64,01 m     |
| Speerwurf (Winterwurf)  | Victoria Krause Leichlinger TV                                           | 57,87 m     | Alyssa John SC Magdeburg                                                                       | 57,65 m     | Dana Bergrath TSV Bayer 04 Leverkusen                                               | 53,50 m     |